# 毛梳蘚
毛梳蘚（学名：Ptilium crista-castrensis）为灰蘚科毛梳蘚屬下的一个种。